# Iñigo Martínez
Iñigo Martínez Berridi (Ondarroa, 1991. május 17. –) spanyol válogatott labdarúgó, az en-Naszr játékosa.

## Pályafutása

### Klubcsapatokban
Az Aurrerá Ondarroa korosztályos csapatából került a Real Sociedad akadémiájára. A 2009–10-es szezonban a tartalék együttesben lépett pályára és segítette a klubot a negyedosztály megnyeréséhez. 2011. augusztus 27-éb az élvonalban kezdőként lépett pályára a Sporting de Gijón ellen. Október 2-án első gólját szerezte az Athletic Bilbao ellen. 2018. január 30-án az Athletic Bilbao hivatalos közleményben jelentette be, hogy kifizette a Real Sociedadnak Martínez 32 millió eurós kivásárlási árát, és 2023 nyaráig szóló szerződést kötött a védővel. Kivásárlási ára 80 millió euró lett, a klub vele pótolta a Manchester Cityhez távozó Aymeric Laportét.
2023. július 5-én ingyen távozott a Barcelona csapatához, miután szerződése lejárt az Athletic Bilbao csapatával. 2025. június 30-ig írt alá és a kivásárlás ára 400 millió euró lett.
2025. augusztus 10-én 1+1 éves szerződést írt alá a szaúdi en-Naszr csapatával.

### A válogatott
Részt vett a 2012-es Olimpián és az első mérkőzésen Japán ellen a 41. percben kiállították. A 2013-as U21-es labdarúgó-Európa-bajnokságon is részt és aranyérmes lett a válogatottal. 2013. augusztus 14-én a felnőtt válogatottban is bemutatkozott az ecuadori labdarúgó-válogatott elleni felkészülési mérkőzésen, a második félidő közepén váltotta Sergio Ramost.

## Statisztika

### Klub
2025. május 18-i állapotnak megfelelően.
| Klub            | Szezon   | Bajnokság          | Bajnokság | Bajnokság | Kupa  | Kupa | Európa | Európa | Egyéb | Egyéb | Összesen | Összesen |
| Klub            | Szezon   | Osztály            | Meccs     | Gól       | Meccs | Gól  | Meccs  | Gól    | Meccs | Gól   | Meccs    | Gól      |
| --------------- | -------- | ------------------ | --------- | --------- | ----- | ---- | ------ | ------ | ----- | ----- | -------- | -------- |
| Real Sociedad B | 2009–10  | Tercera División   | 23        | 1         | —     | —    | —      | —      | —     | —     | 23       | 1        |
| Real Sociedad B | 2010–11  | Segunda División B | 31        | 1         | —     | —    | —      | —      | —     | —     | 31       | 1        |
| Összesen        | Összesen | Összesen           | 54        | 2         | 0     | 0    | 0      | 0      | 0     | 0     | 54       | 2        |
| Real Sociedad   | 2011–12  | La Liga            | 26        | 3         | 2     | 0    | —      | —      | —     | —     | 28       | 3        |
| Real Sociedad   | 2012–13  | La Liga            | 34        | 4         | 1     | 0    | —      | —      | —     | —     | 36       | 4        |
| Real Sociedad   | 2013–14  | La Liga            | 35        | 2         | 5     | 0    | 7      | 0      | —     | —     | 47       | 2        |
| Real Sociedad   | 2014–15  | La Liga            | 34        | 2         | 3     | 0    | 4      | 0      | —     | —     | 41       | 2        |
| Real Sociedad   | 2015–16  | La Liga            | 30        | 1         | 1     | 0    | —      | —      | —     | —     | 31       | 1        |
| Real Sociedad   | 2016–17  | La Liga            | 34        | 3         | 6     | 1    | —      | —      | —     | —     | 40       | 4        |
| Real Sociedad   | 2017–18  | La Liga            | 12        | 1         | 1     | 0    | 3      | 0      | —     | —     | 16       | 1        |
| Összesen        | Összesen | Összesen           | 205       | 16        | 19    | 1    | 14     | 0      | 0     | 0     | 238      | 17       |
| Athletic Bilbao | 2017–18  | La Liga            | 16        | 0         | 0     | 0    | —      | —      | —     | —     | 16       | 0        |
| Athletic Bilbao | 2018–19  | La Liga            | 33        | 0         | 2     | 0    | —      | —      | —     | —     | 35       | 0        |
| Athletic Bilbao | 2019–20  | La Liga            | 33        | 1         | 7     | 0    | —      | —      | —     | —     | 40       | 1        |
| Athletic Bilbao | 2020–21  | La Liga            | 28        | 1         | 3     | 1    | —      | —      | 2     | 0     | 33       | 2        |
| Athletic Bilbao | 2021–22  | La Liga            | 27        | 3         | 5     | 1    | —      | —      | 2     | 0     | 34       | 4        |
| Athletic Bilbao | 2022–23  | La Liga            | 15        | 1         | 3     | 0    | —      | —      | —     | —     | 18       | 1        |
| Összesen        | Összesen | Összesen           | 152       | 6         | 21    | 2    | 0      | 0      | 4     | 0     | 177      | 8        |
| Barcelona       | 2023–24  | La Liga            | 20        | 0         | 1     | 0    | 4      | 0      | 0     | 0     | 25       | 0        |
| Barcelona       | 2024–25  | La Liga            | 28        | 0         | 5     | 1    | 11     | 2      | 2     | 0     | 46       | 3        |
| Összesen        | Összesen | Összesen           | 48        | 0         | 6     | 1    | 15     | 2      | 2     | 0     | 71       | 3        |
| en-Naszr        | 2025–26  | Saudi Pro League   | 0         | 0         | 0     | 0    | 0      | 0      | 0     | 0     | 0        | 0        |
| Összesen        | Összesen | Összesen           | 459       | 24        | 46    | 4    | 29     | 2      | 6     | 0     | 540      | 30       |

1. ↑  Magában foglalja: Spanyol szuperkupa.

### Válogatott
2023. november 19-i állapotnak megfelelően.
| 2013     | 2  | 0 |
| 2014     | 0  | 0 |
| 2015     | 0  | 0 |
| 2016     | 2  | 0 |
| 2017     | 0  | 0 |
| 2018     | 2  | 0 |
| 2019     | 5  | 0 |
| 2020     | 1  | 0 |
| 2021     | 5  | 0 |
| 2022     | 2  | 1 |
| 2023     | 2  | 0 |
| Összesen | 21 | 1 |

## Sikerei, díjai

### Klub
- Real Sociedad B
  - Tercera División – IV csoport (Baszkföld): 2009–10

- Athletic Bilbao
  - Spanyol szuperkupa: 2020–21[21]
  - Spanyol kupa döntős: 2019–20,[22] 2020–21[23]

- Barcelona
  - Spanyol bajnok: 2024–25[24]
  - Spanyol kupa: 2024–25[25]
  - Spanyol szuperkupa: 2025[26]

### Válogatott
- Spanyolország U21
  - U21-es Európa-bajnokság: 2013[27]
- Spanyolország
  - UEFA Nemzetek Ligája döntős: 2020–21[28]

### Egyéni
- La Liga – A szezon csapata: 2024–25[29]
- The Athletic La Liga – A szezon csapata: 2024–25[30]
- U21-es labdarúgó-Európa-bajnokság – A torna csapata: 2013[27]